# NGC 3621
NGC 3621 (również PGC 34554 lub UGCA 232) – galaktyka spiralna z poprzeczką (SBcd), znajdująca się w gwiazdozbiorze Hydry w odległości około 22 milionów lat świetlnych od Ziemi. Została odkryta 17 lutego 1790 roku przez Williama Herschela. Jest to galaktyka z aktywnym jądrem.
Galaktyka NGC 3621 jest wyjątkową galaktyką spiralną, gdyż nie posiada ona typowego zgrubienia centralnego. Galaktyki tego typu określa się jako galaktyki z czystym dyskiem (ang. pure-disc galaxy). Jest ona idealnie płaska, co wskazuje na to, że do tej pory nie zderzyła się z inną galaktyką, co mogłoby prowadzić do powstania zgrubienia centralnego.
Pod koniec XX wieku NGC 3621 została wybrana jako jedna z 18 galaktyk w ramach programu badawczego, którego celem było określenie z najwyższą możliwą dokładnością tempa ekspansji Wszechświata. Projekt ten prowadzony przy użyciu teleskopu Hubble’a polegał na obserwacjach cefeid, których w samej NGC 3621 obserwowano 69.